# コウイカ目
コウイカ目 Sepiidaは、（イカ、タコ、オウムガイが属する）頭足綱に属する目である。底生で甲を持つイカの仲間が属し、この分類群に属する動物は、総称としてコウイカ（甲イカ、甲烏賊、英: Cuttlefish）と呼ばれるが、この名はその中の一種コウイカ Sepia esculentaも指す。最近の研究によると、コウイカ類は無脊椎動物の中でももっとも知能が高い部類に属する。さらに、全身に占める脳のサイズが無脊椎動物の中で最も大きいと指摘されている。別名スミイカ。
"cuttlefish" という名前は、古英語の cudele に由来するかもしれない。その語はさらに、座布団や睾丸を意味する1400年代のノルウェー語 koddi、およびコウイカ類の形状を小袋と文字通り表現した中世ドイツ語 kudel から由来している。"fish"が付くため、英語圏では魚と誤解する者もいる。ギリシャ・ローマ世界では、コウイカ類が驚いた時に漏斗から排出する独特の茶色い顔料を得るため、珍重された。それゆえ、ギリシャ語とラテン語で軟体動物の呼吸管 (siphon) を指す sepia（のちのイタリア語の seppia）は、英語で顔料の一種であるセピアを指すようになった。
コウイカ類の外套膜の後端は丸いドーム状になっており、外套膜の全側縁もしくは後ろ寄りに丸い耳形の鰭を持つ。体内に殻（甲）があり、大きなW型の瞳孔を持つ。また8本の腕と2本の触腕を持ち、それらには捕食を確実にするための小歯がついた角質環をもつ吸盤がある。コウイカの一般的な大きさは15-25cmであり、最も大型の種となるオーストラリアコウイカでは外套膜が50cm、体重10.5kgに達する。
コウイカ類は徹底した肉食であり、食べるのは小型の軟体動物、甲殻類、魚、タコ、環形動物のたぐい、および他のコウイカ類である。コウイカ類を捕食するのはイルカ、サメ、魚、アザラシ、および他のコウイカ類である。コウイカ類の寿命はおよそ1〜2年である。

## 解剖学

### 甲
コウイカ類は、背部の外套膜の内側に退化した内在性の殻 として、舟形の甲 (cuttlebone, sepion)や貝殻 (shell)と呼ばれる内部構造を持っている。コウイカ科以外のイカでは発達の悪い軟甲だったり（ダンゴイカ）、全く欠くもの（ヒメイカ）もある。甲はコウイカ類が浮力を得られるよう多孔質で通水性を持ち、外套膜内の内臓からの分泌物をもとに形成され、炭酸カルシウムでできている。多室構造に仕切られた内部の気体と液体の比率を、腹側の連室細管 (en:siphuncle) を通じて変えることによって、浮力は調整される。甲の形状、大きさ、表面の凹凸や模様は種によって異なる。石灰質からなる甲はコウイカ類に固有のものであり、ツツイカ類から区別する特徴のひとつである。

### 皮膚

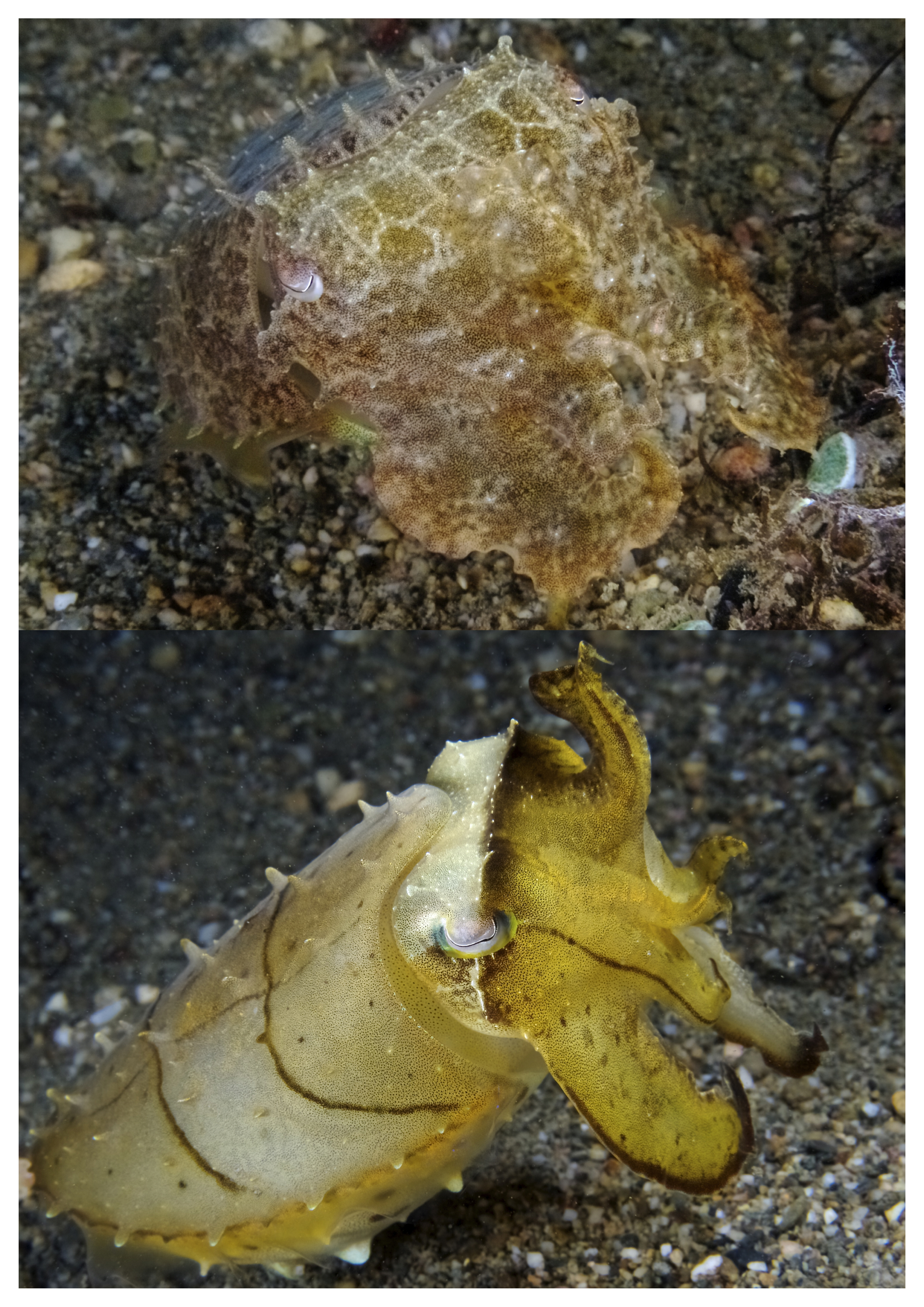
コブシメは淡褐色・茶色のカモフラージュ（上図）から、暗色の縞を伴う黄色（下図）へ1秒足らずで変身できる。

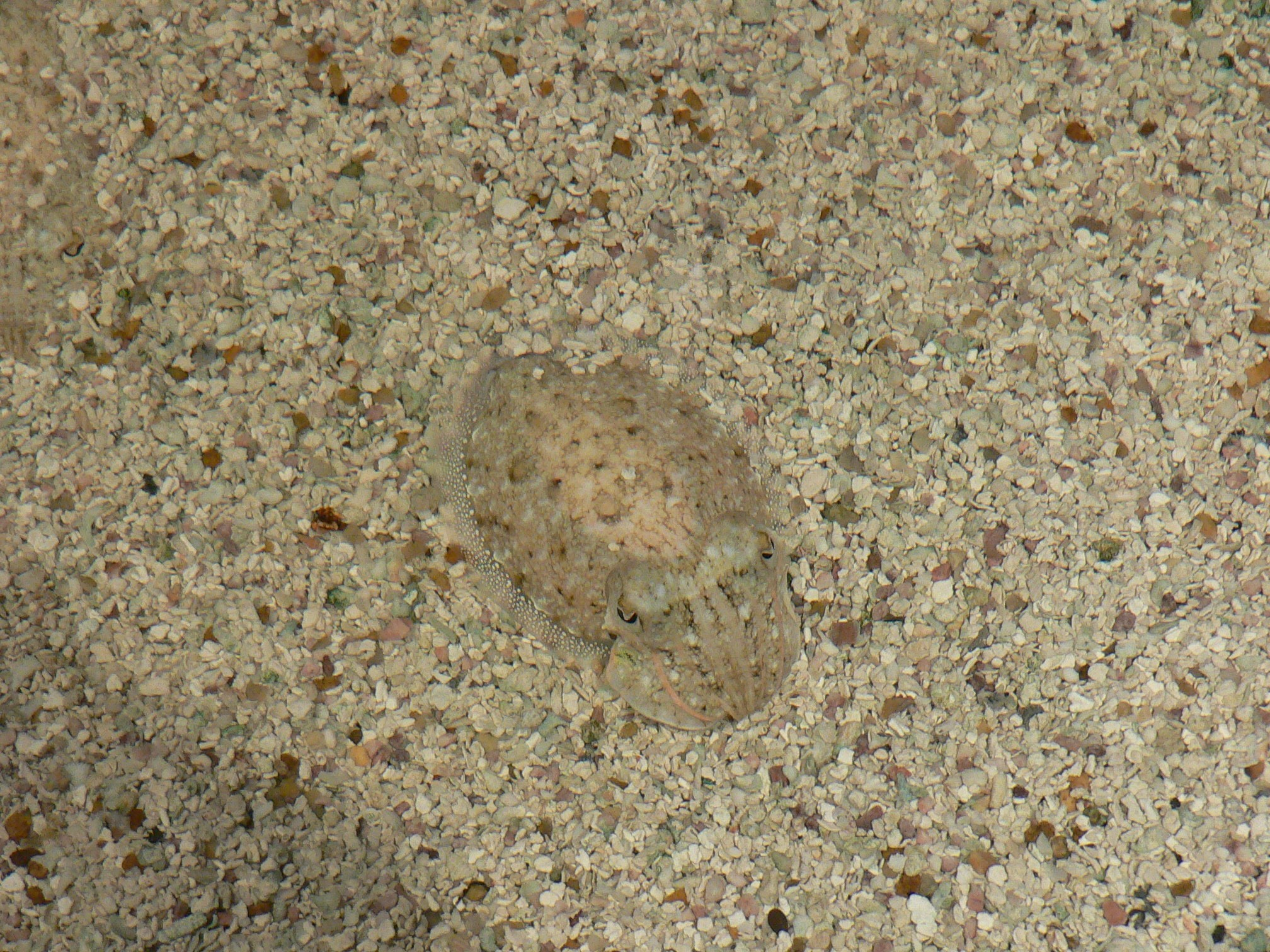
コウイカ類の幼イカはカモフラージュで身を守る。

コウイカ類は皮膚の色を素早く自在に変化させるため、海のカメレオンとしばしば評される。コウイカ類は互いにコミュニケーションするため、また脅威となる捕食者に対しカモフラージュするため、皮膚の色と偏光を変化させる。
この体色変更能力は、皮膚の色素胞（色素細胞）の伸縮によってもたらされる。コウイカ類の皮膚には1 mm2あたり200個にのぼる色素胞（これらは赤、黄、茶、黒の色素を持つ）があり、それらは光反射性を持つ虹色素胞 (en:iridophore) と白色素胞 (en:leucophore) の層の外側にある。色素胞は、色素の入った嚢と、収縮時に折りたたまれる大きな生体膜からなる。これに6-20個の小さな筋肉細胞が接しており、これが収縮することで弾力性のある色素胞を皮膚に対して垂直になるよう円盤状に押しつぶす。黄色素胞 (en:xanthophore) は皮膚の表面に最も近く、赤と橙 (en:erythrophore) はその下、茶と黒 (en:melanophore) は虹色素胞の層のすぐ上にある。虹色素胞は青と緑の光を反射するが、そうやって周囲の光を反射できるよう、キチン質と蛋白質からできている。これにより、コウイカ類でしばしば見られる金属的な青、緑、金、銀色が実現する。以上の全ての色素胞は組み合わせて使われることもある。例えば橙は赤と黄の色素胞から、紫は赤色素胞と虹色素胞から、という具合である。コウイカ類はまた、虹色素胞と黄色素胞を使って明るい緑色を作り出すこともできる。皮膚を反射した光の色を変えられるのと同様、コウイカ類は偏光も変えることができる。これは他の海洋動物（その多くは偏光を感知できる）に対してシグナルを送ることを可能にする。
交接前のおそらく興奮状態にある雄のコウイカ類を水槽内で観察すると、体色が非常に鮮やかかつ複雑な紋様を律動的に変化させる様子が見られる。

### 眼

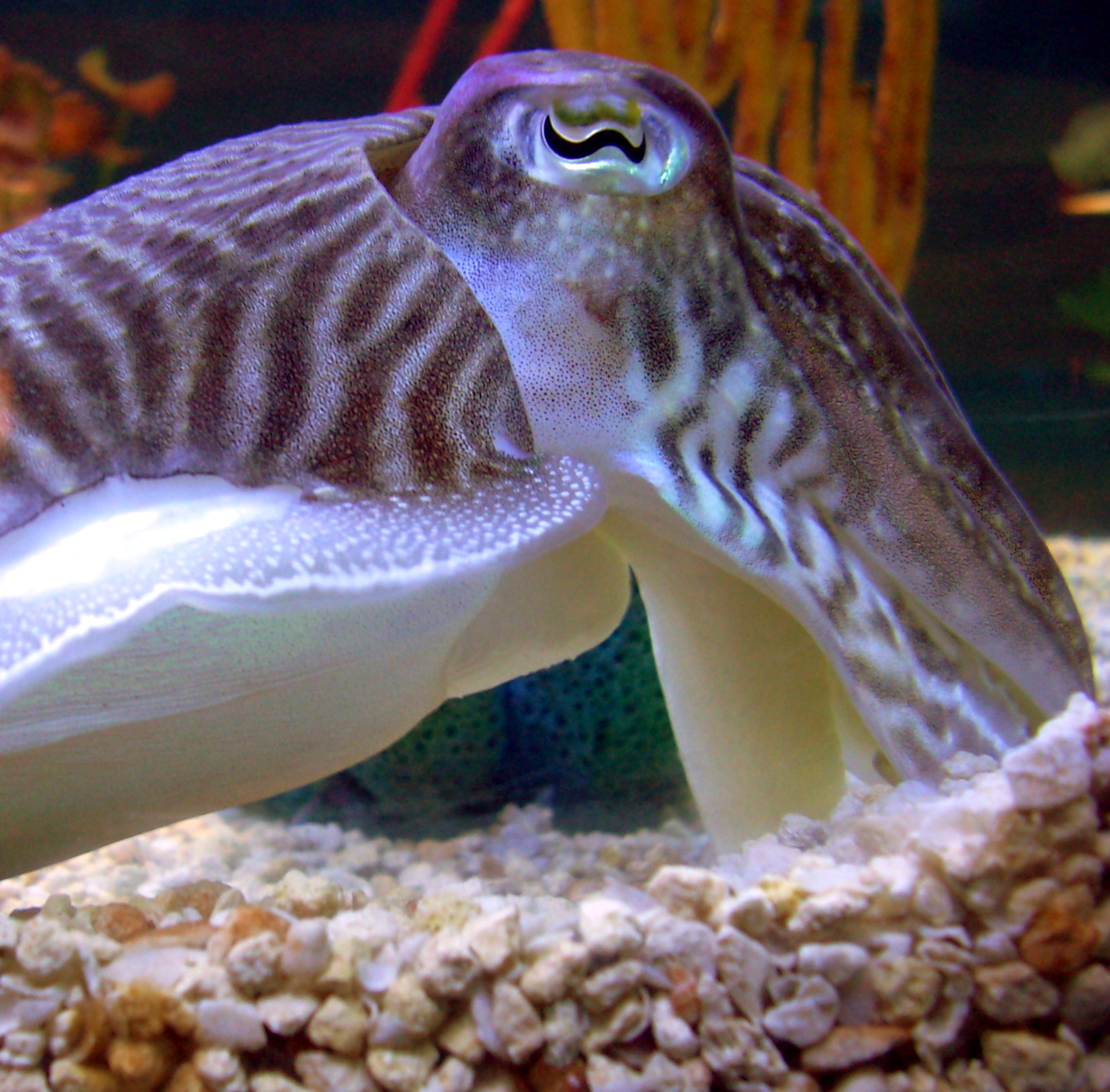
コウイカの目

コウイカ類の眼は数ある動物の中でも最も発達した部類に属する。頭足類の眼の器官形成は、人間のような脊椎動物のそれとは根本的に異なっている。
頭足類と脊椎動物の眼の表面的な類似は収斂進化の例と考えられている。コウイカ類の瞳孔はゆるやかにカーブしたW字型をしている。コウイカ類は色を感知できないが、偏光を感知でき、それがコントラストの感知力を高めている。コウイカ類は網膜上に集中感知細胞（いわゆる中心窩）を二箇所持ち、一つは前方向、もう一つは後ろ方向を見ている。人間の場合はレンズの形状を変えて焦点を合わせるが、コウイカ類の場合は眼球全体の形状を変え、レンズを引っ張り回すことで焦点を合わせる。
科学者たちが推測するところでは、コウイカ類の眼は誕生前に完全に発達し、まだ卵の中にいるうちから周囲を観察し始める。フランスのある研究チームによると、コウイカ類は孵化前に見た獲物を好んで捕食する傾向がある可能性がある。

## 生理学

### 循環器系
コウイカ類の血液は青緑がかった珍しいものである。これは銅を含んだ蛋白質であるヘモシアニンを酸素の運搬に用いているからである（哺乳類は鉄を含んだ蛋白質であるヘモグロビンを用いる）。コウイカ類は通常の心臓（体心臓）1つのほか、エラ（鰓）の基部に1対の鰓心臓 (branchial heart) を持ち、血液はこれら3つの心臓によって体内各部へ送られる。2つの鰓心臓はそれぞれ対応するエラへ、1つの体心臓は残る全身へ血液を送る。ヘモシアニンは、ヘモグロビンと比較して酸素運搬能力に劣るため、コウイカ類は単位時間あたりの血流量を大きくすることで必要な酸素量を確保しており、血流速度は他のほとんどの動物に比べて速い。

### スミ
ツツイカやタコと同様、コウイカ類は捕食者から逃げやすくするために使うスミを持っている。墨汁腺 (ink sac) は直腸付近に開口している。

## 生態

### 食物
コウイカ類はカニや魚を好んで食べる。
コウイカ類は獲物に忍び寄り捕食するために保護色を用いる。獲物に充分近づくと、その8本の腕を広げ、第3腕と第4腕の間のポケットに収めていた2本の長い触腕を素早く突き出す。2本の触腕の端は平たく舟型に広がっており、獲物を掴み嘴状の顎板へ引き寄せるための吸盤で覆われている。触腕掌部吸盤の分化は見られない。

### 生息域
コウイカ科のイカは、熱帯/温帯の海水に住む。外洋を泳ぎ回るのではなく、もっぱら海底にすむ底生性だが、泳いで海表面へ上がってくることもある。コウイカ類はたいがい浅い海におり、潮間帯から水深100 mの海底近くに生息するが、約600 m の深さまで降りてゆくこともある。産卵時には沿岸へやってきて、産卵後の死体が海岸に打ち上げられることもある。コウイカ類の生息地域には変わったところがある。すなわち、東アジアから南アジア、西ヨーロッパ、地中海、アフリカ、オーストラリアの海岸沿いに見られるが、アメリカには全く見られない。コウイカ類は旧世界において進化したことになっているが、その過程で北大西洋は冷たくかつ深くなりすぎ、それらの暖かい海水に住む種は横断できなくなったのかもしれない。

### 毒性

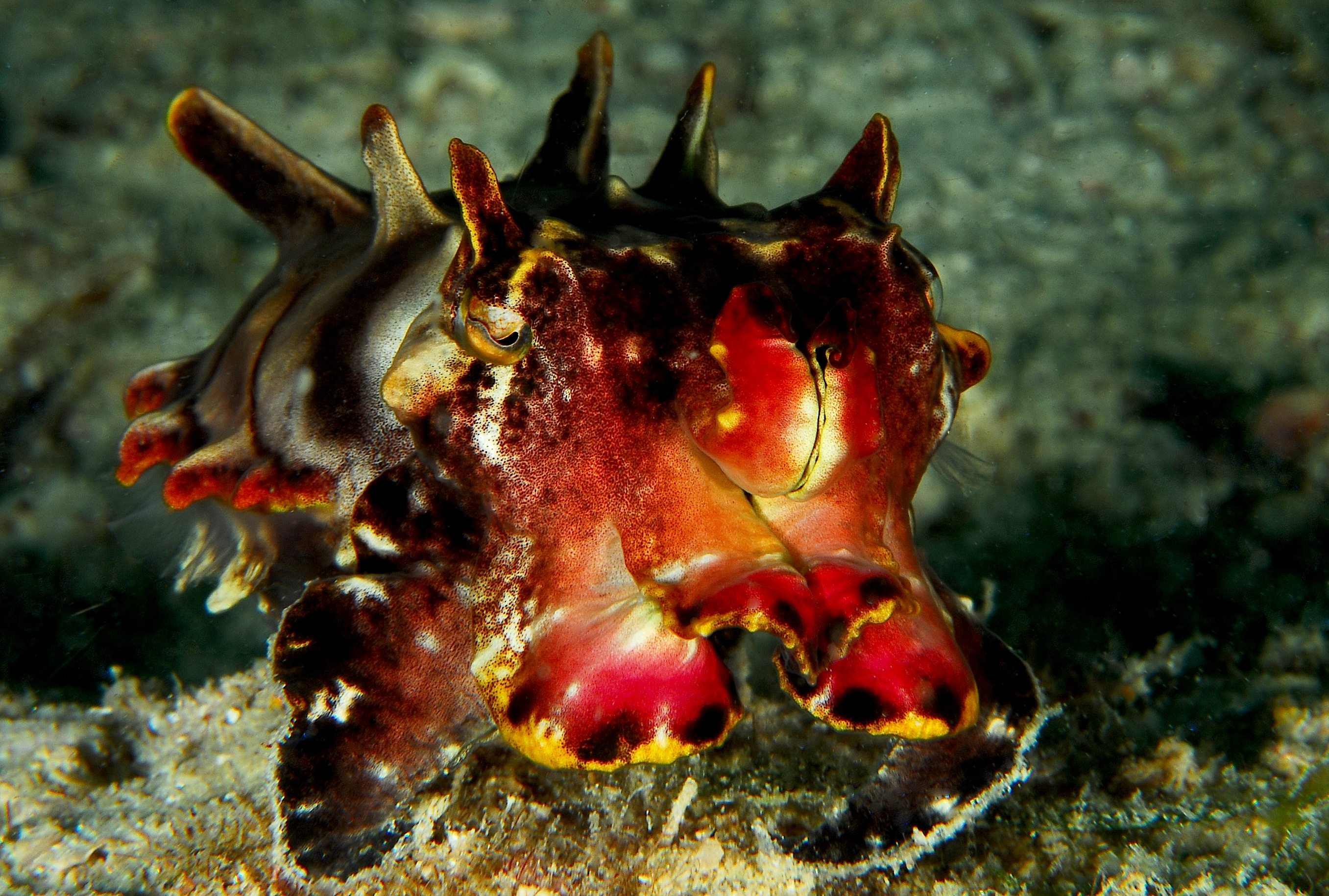
マレーシアのシパダン産のミナミハナイカ

ミナミハナイカの筋肉には猛毒が含まれており、その混合成分はまだ解明されていない。Mark Norman (en) とオーストラリアのビクトリア博物館は、その毒が同様のヒョウモンダコと同程度に有毒であることを明らかにした。

## 上位分類

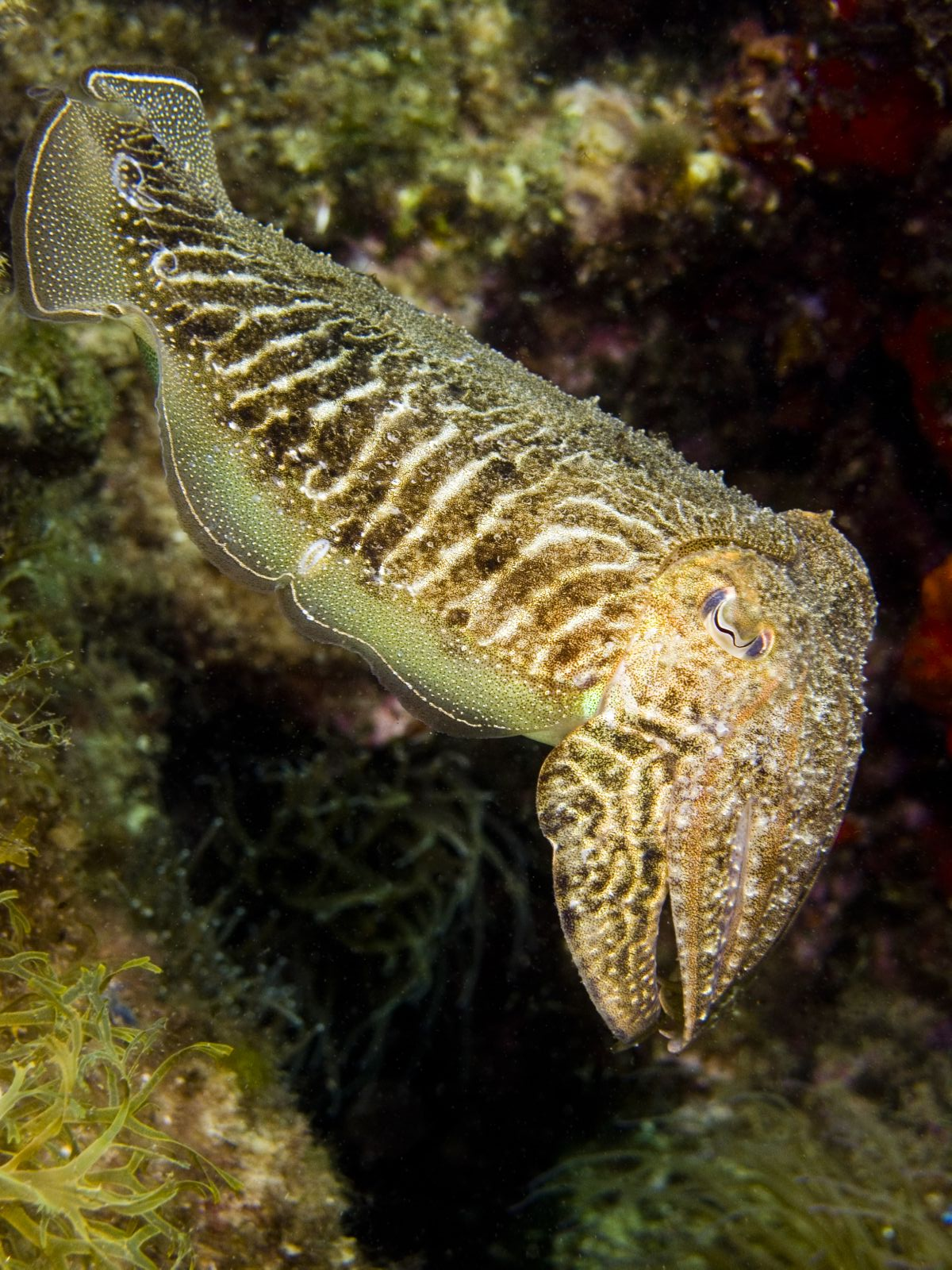
トルコのヨーロッパコウイカ

現在、120種以上のコウイカ類が見つかっており、5つの属に分けられる。2属7種からなるミミイカダマシ科の他は、すべてコウイカ科に分類される。以下に分類例を示すが、目・亜目レベルの分類体系や系統関係にまだ定説はない。
- 頭足綱 class Cephalopoda
  - オウムガイ亜綱（四鰓亜綱）subclass Nautiloidea: オウムガイ
  - 鞘形亜綱 subclass Coleoidea
    - 八腕形上目 superorder Octopodiformes: タコ
    - 十腕形上目 superorder Decapodiformes: イカ
      - †order Boletzkyida
      - トグロコウイカ目 order Spirulida: トグロコウイカ
      - コウイカ目 order Sepiida: コウイカ、コブシメ、ハナイカ、シリヤケイカなど
        - †suborder Vasseuriina
          - †family Vasseuriidae
          - †family Belosepiellidae

        - suborder Sepiina
          - †family Belosaepiidae
          - ミミイカダマシ科 family Sepiadariidae
          - コウイカ科 family Sepiidae

      - ダンゴイカ目 order Sepiolida: ダンゴイカ、ミミイカなど
      - ツツイカ目 order Teuthida: ヤリイカ、スルメイカ、ダイオウイカなど（開眼目 Oegopsidaと閉眼目 Myopsidaに分けることも多い）

## 人間との関わり

### 料理法
コウイカ類は地中海、東アジア、英仏海峡のほか、多くの場所で食用に漁獲されている。ツツイカは世界中のレストランで広く饗され一般的だが、東アジアではコウイカ類のスルメの細裂き (en:Dried shredded squid) はスナック料理として親しまれている。
コウイカ類は特にイタリアでは一般的な食材であり、Risotto al Nero di Seppia（イカスミのリゾット、直訳するとコウイカの墨の飯）で使われる。クロアチアの Crni Rižot も事実上同じレシピであり、おそらくはヴェネツィアを発祥としてアドリア海の両海岸沿いに伝わったものであろう。"Nero" と "Crni" は黒を意味し、それはコウイカ類のスミで着色されたライスの色である。スペイン料理、特に海岸地方のものでは、磯の香りと滑らかさを出すためにコウイカ類とツツイカ類のスミをライス、パスタ、魚シチューといった料理で用いる。
ポルトガルのセトゥーバルおよび周辺地域では、細切れにして揚げたり、金時豆と共にフェジョアーダの類に加えたものが、郷土料理になっている。

### 甲
甲の加工性や耐熱性から宝石職人や銀細工師は伝統的にイカの甲を小さな品物の鋳型に使ってきた。今日では、パラキートなどペット用の鳥のカルシウム源となる良質な餌として知られている。

### 芸術におけるモチーフ
エウジェーニオ・モンターレの先鋭的な処女詩集『イカの骨』 (Ossi di seppia) は1925年にトリノで発刊された。地中海沿いのリグーリアで育ったモンターレは、その長く多作な経歴により1975年にノーベル文学賞を受賞した。

### セピア
コウイカ類のスミは、かつてはセピアと呼ばれる重要な染料だった。今日では人工染料が自然のセピアに殆ど置き換わった。